# Miss Europe 1935

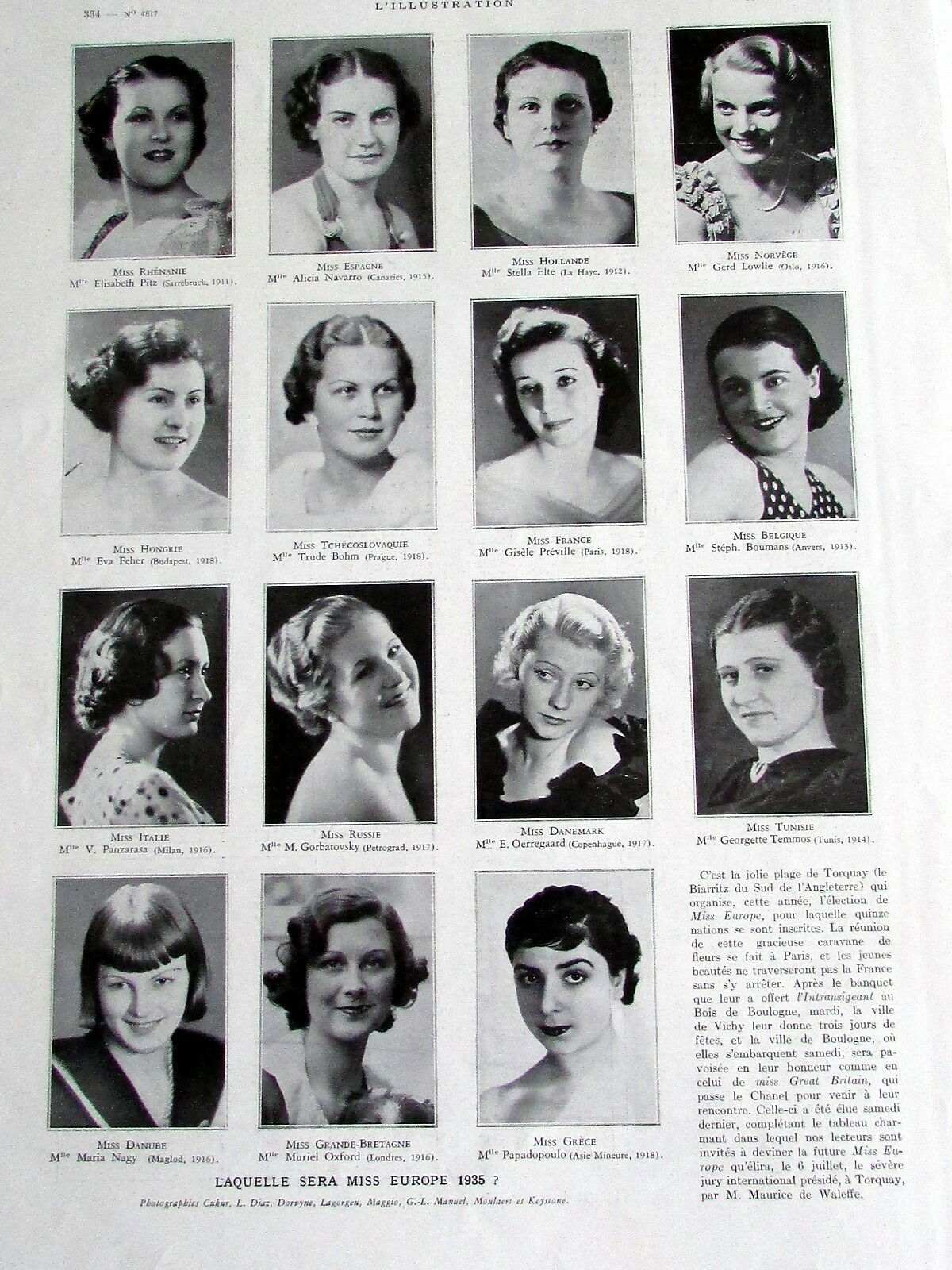
Porträts der 15 Teilnehmerinnen in L’Illustration

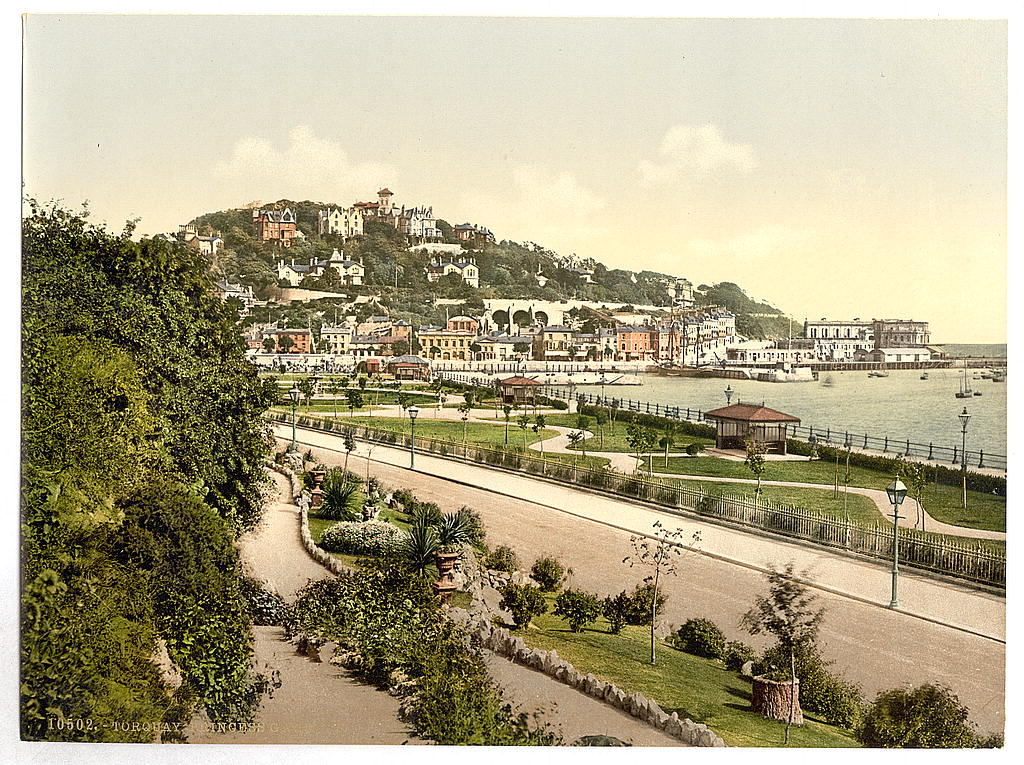
Zeitgenössisches Panorama von Torquay, Stadt der Veranstaltung

Der Wettbewerb um die Miss Europe 1935 war der siebte, den das Comité pour l’election de Miss Europe durchführte. Dies war im Jahre 1928 durch den französischen Journalisten Maurice de Waleffe (1874–1946) ins Leben gerufen worden und organisierte den Wettbewerb kontinuierlich bis 1938. Waleffe hatte zuvor schon den Wettbewerb um die Miss France begründet.
Die Kandidatinnen waren in ihren Herkunftsländern unter Beteiligung großer Zeitungen oder illustrierter Zeitschriften ausgewählt worden.
Die Veranstaltung fand am 6. Juli 1935 in Torquay statt. Die 15 Bewerberinnen trafen sich vorher in Paris und reisten von dort gemeinsam an. Platzierungen der Teilnehmerinnen sind bis auf die Siegerin nicht bekannt geworden.
Die Kandidatin Elisabeth Pitz aus Saarbrücken war nicht Miss Germany, sondern nahm unter der Bezeichnung Miss Rheinland/Miss Rhénanie für das Saargebiet teil. Im gleichen Jahr hatte sie bereits den Titel der Miss France gewonnen und nach tumultartigen Protesten der Mütter ihrer Konkurrentinnen zwei Stunden später zurückgegeben.
| Land                   | Schreibweise bei Pageantopolis | Weitere, zeitgenössische, Schreibweisen | Schreibweise in der Heimatsprache |
| ---------------------- | ------------------------------ | --------------------------------------- | --------------------------------- |
| 1. Spanien             | Alicia Navarro Cambronero      | Alicia Navarro                          | Alicia Navarro Cambronero         |
| Belgien                | Stéphanie Boumans              |                                         |                                   |
| Dänemark               | Ellen Örregaard                | Ellen Oerregaard                        | Ellen Ørregaard                   |
| „Donau“ („Danube“)     | Maria Nagy                     |                                         | Nagy Mária                        |
| Frankreich             | Gisèle Préville                |                                         | Gisèle Préville                   |
| Griechenland           | Nicky Papadopoulou             | Nicky Papadopoulo                       | Νίκη Παπαδοπούλου                 |
| Vereinigtes Königreich | Muriel Oxford                  |                                         | Muriel Oxford                     |
| Königreich Italien     | Vanna Panzarasa                |                                         |                                   |
| Niederlande            | Stella Elte                    |                                         | Stella Elte                       |
| Norwegen               | Gerd Lovlien                   | Gerd Lowlie                             |                                   |
| Rheinland (Saargebiet) | Elizabeth Pitz                 |                                         | Elisabeth Pitz                    |
| Russland A             | Marianne Gorbatovsky           |                                         | Марианна Горбатовская             |
| Tschechoslowakei       | Trude Böhm                     | Trude Bohm                              | Trude Böhm                        |
| Tunis (Tunesien)       | Georgette Temmos               | Georgette Themos                        |                                   |
| Ungarn                 | Eva Feher                      | Eve Feher                               | Fehér Éva                         |